# Duchu do dzieła
Duchu do dzieła (ang. Carry on Screaming!) – brytyjski film komediowy, należący do cyklu filmów Cała naprzód. Film jest parodią popularnych wątków występujących w filmach grozy.

## Główne role
- Harry H. Corbett -  Sergeant Sidney Bung
- Kenneth Williams - Orlando Watt
- Jim Dale - Albert Potter
- Charles Hawtrey - Dan Dann
- Fenella Fielding - Valeria Watt
- Joan Sims - Emily Bung
- Angela Douglas - Doris Mann
- Bernard Bresslaw - Sockett
- Peter Butterworth - Constable Slobotham
- Jon Pertwee - Doktor Fettle
- Michael Ward -  Vivian
- Tom Clegg - Oddbod
- Billy Cornelius - Oddbod Junior
- Norman Mitchell - Cabby
- Frank Thornton - Jones